# Gonçalo Ramos
Gonçalo Matias Ramos (pronunție în portugheză [ɡõˈsalu ˈʁɐmuʃ]; n. 20 iunie 2001, Olhão, Algarve, Portugalia) este un fotbalist portughez, care joacă pe post de atacant la PSG în Ligue 1. Pe plan internațional, are prezențe la națională pentru Portugalia U17⁠(d), Portugalia U18⁠(d), Portugalia U19⁠(d), Portugalia U20⁠(d), Portugalia U21⁠(d) și Portugalia.
Născut în Olhão, Ramos a sosit la academia de tineret a lui Benfica. A început să joace pentru Benfica B în 2019 și a fost promovat la prima echipă un an mai târziu. După trei sezoane cu prima echipă, Ramos a devenit un jucător important pentru echipă.
Ramos a reprezentat Portugalia la mai multe niveluri de tineret, inclusiv echipa sub-19 care a terminat pe locul doi la Campionatul European sub 19 din 2019 și echipa sub 21 care a terminat, de asemenea, pe locul doi la Campionatul European din 2021. Și-a făcut debutul cu naționala mare în 2022.

## Carieră

### Primii ani
Născut în Olhão, Algarve la 20 iunie 2001, Ramos și-a început cariera de fotbalist cu tineretul ale echipei locale Olhanense în 2009, înainte de a se alătura lui Loulé în 2011. La scurt timp, Ramos a avut mai multe încercări cu Sporting CP la vârsta de 9 ani, dar a fost respins din cauza formei sale ușoare, ceea ce l-a determinat să se alăture echipei de tineret al rivalilor din oraș, Benfica, în 2013, la vârsta de 12 ani.

### Benfica

#### 2019–22: urcare la prima echipă
Pe 13 ianuarie 2019, și-a făcut debutul profesionist cu echipa de rezerve a luiBenfica, ca înlocuitor în minutul 84 al lui Nuno Tavares, într-o înfrângere cu 3-2 pe teren propriu cu Braga B în LigaPro. Pe 21 iulie 2020, a debutat cu prima echipă a lui Benfica înlocuind-ul în minutul 85 pe Pizzi, într-o victorie cu 4-0 în deplasare împotriva lui Desportivo das Aves în Primeira Liga, înregistrând o dublă în doar 8 minute. În acel sezon, Ramos a jucat în UEFA Youth League 2019-20, în care a fost o parte cheie a lui Benfica, ajungând în finala competiției, pierdută cu Real Madrid (3–2), în care a marcat o dublă în finală; a terminat ca golgheter al turneului cu opt goluri. La 7 octombrie 2020, a fost de acord cu o prelungire a contractului până în 2025.
După un sezon 2020-2021 promițător cu echipa B, în care a marcat unsprezece goluri în douăsprezece meciuri, Ramos a primit șansa de a juca pentru prima echipă la începutul sezonului 2021-2022 de managerul Jorge Jesus, începând cu o victorie 2-0 acasă în fața lui Spartak Moscova în turul trei preliminar al Ligii Campionilor UEFA. După sosirea lui Roman Iaremciuk⁠(d) și revenirea lui Darwin Núñez după o accidentare, Ramos a primit puține minute cu prima echipă, ceea ce l-a determinat să caute o ieșire din club în fereastra de transferuri din iarnă. Odată cu sosirea managerului interimar Nélson Veríssimo în ianuarie 2022, care l-a antrenat anterior la echipa B, Ramos a început să joace mai regulat și și-a găsit cea mai bună formă, marcând șapte goluri și adăugând două pase decisive. Versatilitatea sa i-a permis să joace în diverse poziții în atac, pe care noul antrenor le-a găsit utile.
Pe 13 aprilie, a marcat primul său gol în Liga Campionilor UEFA într-o remiză 3–3 în deplasare împotriva lui Liverpool, pe Anfield, în manșa secundă a sferturilor de finală ale competiției. Făcând acest lucru, a devenit al doilea cel mai tânăr jucător (la vârstă de doar 20 de ani și 297 de zile) care a marcat pentru club în fazele finale ale competiției, deși Benfica a fost eliminată după ce a pierdut cu Liverpool cu 6–4 la general.

#### 2022–23: sezon revoluționar
Ramos a început sezonul 2022-2023 înscriind primul hat-trick din carieră pe 2 august, într-o victorie cu 4-1 pe teren propriu împotriva lui Midtjylland în prima manșă a turului trei preliminar al Ligii Campionilor 2022-2023. Forma sa prolifică l-a făcut să înscrie încă două goluri și a oferit două pase decisive, ca parte a unui parteneriat cu coechipierul proaspăt semnat David Neres, inclusiv un gol și o pasă de gol în victoria cu 3-0 pe teren propriu împotriva lui Dinamo Kiev în manșa secundă a rundei de play-off a Ligii Campionilor, ajutându-și echipa să se califice la turneu. Pe 2 noiembrie, a marcat primul său gol al sezonului în Liga Campionilor, deschizând scorul în victoria cu 6-1 a lui Benfica în deplasare împotriva lui Maccabi Haifa în ultimul meci din faza grupelor a Ligii Campionilor 2022-2023, pentru a asigura calificarea clubului în optimile de finală, ca câștigători de grupă.

## Carieră internațională
Cu naționala Portugaliei sub 17 ani, Ramos a participat la Campionatul European sub 17 ani din 2018 în Anglia. În această competiție, a jucat două meciuri, marcând un gol împotriva Sloveniei fiind eliminați în faza grupelor.
Ramos a făcut parte din echipa Portugaliei care a terminat pe locul doi după eșecul împotriva Spaniei la Campionatul European sub-19 din 2019 în Armenia. A fost cel mai bun marcator cu patru goluri în cinci apariții, inclusiv un hat-trick în victoria cu 4-0 împotriva Republicii Irlandei din semifinale.
Pe 12 noiembrie 2020, Ramos a primit prima selecție pentru echipa sub 21 de ani, marcând al treilea gol la debutul său într-o victorie cu 3-0 în Belarus pentru campania de calificare la Campionatul European din 2021. În martie 2021, Ramos a participat la Campionatul European sub-21 din 2021, ajutând Portugalia să termine pe locul doi, după ce au pierdut în finală cu 1-0 în fața Germaniei.
Pe 20 septembrie 2022, Ramos a fost convocat pentru prima dată la echipa de seniori, ca înlocuitor al coechipierului său de la Benfica, Rafa Silva, care s-a retras din fotbalul internațional, pentru meciurile viitoare din Liga Națiunilor UEFA 2022-2023 împotriva Cehiei și Spaniei.

### Campionatul Mondial din 2022
Pe 10 noiembrie 2022, Ramos a fost numit în lotul de 26 de jucători a Portugaliei pentru Campionatul Mondial de Fotbal 2022 din Qatar. Și-a făcut debutul internațional la seniori într-un amical împotriva Nigeriei pe 17 noiembrie, marcând al treilea gol și asistând la al patrulea într-o victorie cu 4-0. Pe 6 decembrie, antrenorul Portugaliei, Fernando Santos, l-a jucat pe Ramos în fața lui Cristiano Ronaldo în meciul din optimile de finală împotriva Elveției. Ramos a marcat un hat-trick și a oferit o pasă decisivă în victoria Portugaliei cu 6–1, devenind primul jucător care înscrie un hat-trick în faza eliminatorie a Cupei Mondiale de la Tomáš Skuhravý în 1990. De asemenea, a devenit primul jucător care a marcat un hat-trick în primul său meci ca titular la Cupa Mondială de la Miroslav Klose în 2002.

## Palmares
Benfica
- Vice-campion Taça de Portugal: 2020–21 [34]
- Vice-campion Taça da Liga: 2021–22 [35]

Paris Saint-Germain
- Ligue 1: 2023–24,[36] 2024–25[37]
- Coupe de France: 2023–24,[38] 2024–25[39]
- Trophée des Champions: 2023,[40] 2024[41]
- Liga Campionilor UEFA: 2024–25[42]

Portugalia Sub-19
- Vice-campion al Campionatului European sub-19 ani: 2019

Portugalia Sub-21
- Vice-campion al Campionatului European sub-21 ani: 2021